# Mistrzostwa Grenlandii w piłce siatkowej mężczyzn (2024)
Mistrzostwa Grenlandii w piłce siatkowej mężczyzn 2024 − 40. edycja mistrzostw Grenlandii w piłce siatkowej zorganizowana przez Grenlandzki Związek Piłki Siatkowej (Kalaallit Nunaanni Volleyballertartut Kattuffiat, KVK). Turniej odbył się w dniach 26-30 marca 2024 roku w hali sportowej Inussivik w Nuuk.
W mistrzostwach uczestniczyło 6 drużyn. Rozgrywki składały się z fazy zasadniczej, meczu o 5. miejsce, półfinałów, meczu o 3. miejsce i finału.
Po raz pierwszy mistrzem Grenlandii został drugi zespół klubu GSS, który w finale pokonał I-69 z Ilulissat. Trzecie miejsce zajął pierwszy zespół GSS.

## System rozgrywek
Mistrzostwa Grenlandii 2024 składały się z fazy zasadniczej, meczu o 5. miejsce, półfinałów, meczu o 3. miejsce oraz finału. W fazie zasadniczej drużyny rozegrały ze sobą po jednym meczu. Cztery najlepsze awansowały do półfinałów. Te z miejsc 5-6 rozegrały mecz o 5. miejsce. Półfinałowe pary powstały według klucza:
- para 1: 1 – 4;
- para 2: 2 – 3.

Zwycięzcy półfinałów rozegrali mecz finałowy o mistrzostwo Grenlandii, przegrani natomiast rywalizowali o 3. miejsce.

## Drużyny uczestniczące
| Nazwa drużyny | Miejscowość |
| ------------- | ----------- |
| AVI           | Maniitsoq   |
| GSS           | Nuuk        |
| GSS 2         | Nuuk        |
| I-69          | Ilulissat   |
| KTVI          | Kangaamiut  |
| TVK           | Tasiilaq    |
| Źródło:       |             |

## Rozgrywki
Wszystkie godziny według czasu lokalnego (UTC-2).

### Faza zasadnicza
Mecze fazy zasadniczej odbyły się w dniach 26-28 marca. Do półfinałów awansowały zespoły: GSS 2, GSS, I-69 oraz KTVI. Drużyny AVI i TVK natomiast rozegrały mecz o 5. miejsce.

### Mecz o 5. miejsce
| Data       | Godz. | Gospodarz | Rezultat                                | Gość |
| ---------- | ----- | --------- | --------------------------------------- | ---- |
| 29.03.2024 | 17:00 | TVK       | 3:2 (22:25, 25:21, 25:18, 19:25, 16:14) | AVI  |

Źródło: 

### Półfinały
| Data       | Godz. | Gospodarz | Rezultat                                | Gość |
| ---------- | ----- | --------- | --------------------------------------- | ---- |
| 29.03.2024 | 13:00 | GSS 2     | 3:1 (23:25, 25:19, 25:20, 25:12)        | KTVI |
| 29.03.2024 | 15:00 | GSS       | 2:3 (22:25, 25:11, 16:25, 25:17, 11:15) | I-69 |

Źródło: 

### Mecz o 3. miejsce
| Data       | Godz. | Gospodarz | Rezultat                  | Gość |
| ---------- | ----- | --------- | ------------------------- | ---- |
| 30.03.2024 | 12:00 | GSS       | 3:0 (25:14, 25:23, 25:21) | KTVI |

Źródło: 

### Finał
| Data       | Godz. | Gospodarz | Rezultat                                | Gość |
| ---------- | ----- | --------- | --------------------------------------- | ---- |
| 30.03.2024 | 16:00 | GSS 2     | 3:2 (25:19, 23:25, 23:25, 25:15, 15:12) | I-69 |

Źródło: 

## Klasyfikacja końcowa
| Poz. | Drużyna           |
| ---- | ----------------- |
| 1.   | GSS 2 (Nuuk)      |
| 2.   | I-69 (Ilulissat)  |
| 3.   | GSS (Nuuk)        |
| 4.   | KTVI (Kangaamiut) |
| 5.   | TVK (Tasiilaq)    |
| 6.   | AVI (Maniitsoq)   |